# Romualdas Čaika
Romualdas Čaika (* 9. Mai 1937 in Beržinė, Rajongemeinde Radviliškis) ist ein litauischer Jurist, ehemaliger Richter am Obersten Gericht Litauens.

## Leben
Nach dem Abitur an der Mittelschule absolvierte Čaika von 1956 bis 1961 das Diplomstudium der Rechtswissenschaft an der Rechtsfakultät der Vilniaus universitetas (VU) und wurde Diplom-Jurist. Von 1968 bis 1969 studierte Čaika in der Aspirantur der VU.
Von 1955 bis 1956 leitete er ein Sektor des Komsomol-Komitee des Rajons Šeduva bei Radviliškis.
Von 1961 bis 1963 arbeitete er an der VU als Assistent und Hochschullehrer.
Von 1963 bis 1968 war Čaika Richter und Gerichtsvorsitzender im Gericht des Lenin-Rajons der Stadtgemeinde Vilnius.
Von 1969 bis 1974 arbeitete er als Richter am Lietuvos TSR Aukščiausiasis Teismas und von 1974 bis 1982 als Personalabteilungsleiter am Justizministerium Litauens. Von 1982 bis 1990 war Čaika wieder Richter am Lietuvos Respublikos Aukščiausiasis Teismas, von 1990 bis 2007 am. Lietuvos Aukščiausiasis Teismas.
Čaika ist verheiratet. Mit seiner Frau Nijolė (* 1937) hat er den Sohn Valdas (* 1962).